# The Informer
The Informer (prt: O Denunciante; bra: O Delator) é um filme estadunidense de 1935, um drama dirigido por John Ford, com roteiro de Dudley Nichols baseado no romance The Informer, de Liam O'Flaherty.

## Sinopse
Dublin, década de 1920. Em troca de dinheiro, Gypo entrega seu melhor amigo. Além de ver seu amigo ser morto, ele ainda passa a ser perseguido pelo IRA.

## Elenco principal
- Victor McLaglen ...  Gypo Nolan
- Heather Angel ...  Mary McPhillip
- Preston Foster ...  Dan Gallagher
- Margot Grahame ...  Katie Madden

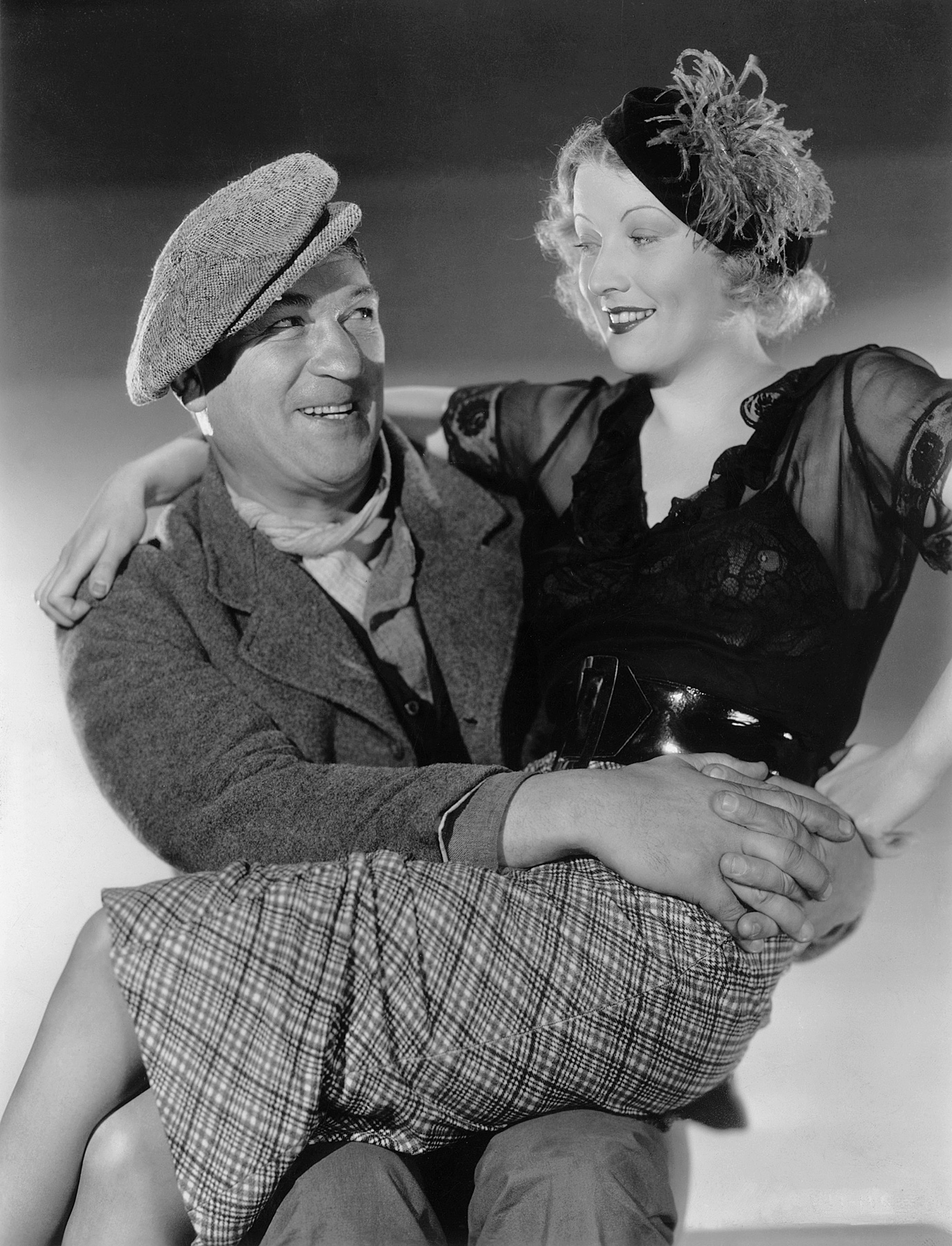
Victor McLaglen e Margot Grahame em foto publicitária do filme.

- Wallace Ford ...  Frankie McPhillip

## Prêmios e indicações
| Prêmio     | Categoria               | Recipiente      | Resultado |
| ---------- | ----------------------- | --------------- | --------- |
| Oscar 1936 | Melhor ator             | Victor McLaglen | Venceu    |
| Oscar 1936 | Melhor trilha sonora    | Max Steiner     | Venceu    |
| Oscar 1936 | Melhor diretor          | John Ford       | Venceu    |
| Oscar 1936 | Melhor roteiro adaptado | Dudley Nichols  | Venceu    |
| Oscar 1936 | Melhor edição           |                 | Indicado  |
| Oscar 1936 | Melhor filme            | Melhor filme    | Indicado  |